# Więźniowie (film)
Więźniowie (oryg. Заключённые) – radziecki film propagandowy z 1936 roku w reżyserii Jewgienija Czerwiakowa. Ekranizacja sztuki Nikołaja Pogodina pt. Aristokraty. 

## Opis fabuły
ZSRR lat 30. XX wieku. Do obozu Gułag-u na budowie Kanału Białomorsko-Bałtyckiego przybywa nowy transport więźniów – przeciwników władzy radzieckiej. Są wśród nich m.in. inż. Sadowski – skazany za "szkodnictwo", wytrawny złodziej Kostia oraz Sonia – kobieta "lekkich obyczajów". Wszyscy oni są początkowo jak najbardziej negatywnie nastawieni do idei resocjalizacji poprzez uczciwą pracę na rzecz socjalistycznej ojczyzny. Jednak z czasem komendanturze obozu, której główną metodą postępowania z więźniami jest ufność w ich pozytywne cechy charakteru, udaje się pozyskać ich do współpracy na rzecz budowy kanału jako autentycznych liderów więziennej społeczności. Kulminacją tych starań jest dzień otwarcia kanału – skrócenie wyroków i przyznanie odznaczeń państwowych ludziom, którzy jeszcze niedawno byli przestępcami, lecz dzięki resocjalizacji w obozie stali się przodownikami pracy socjalistycznej.  

## Obsada aktorska
- Michaił Astangow – złodziej Kostia
- Wiera Janukowa – Sonia
- Nadieżda Jermakowicz – Margarita Iwanowna (sekretarka inż. Sadowskiego)
- Marija Goriczewa – matka inż. Sadowskiego
- Boris Dobronrawow – Gromow (komendant obozu)
- Aleksandr Czeban – główny komendant
- Michaił Janszyn – kreślarz w biurze budowy
- Boris Tamarin – inż. Sadowski
- Giennadij Miczurin – inż. Botkin
- Pawieł Oleniew – więzień-fałszerz
- Konstantin Nazarienko – więzień Limon
- Aleksandr Antonow – "Wania siłacz"
- Władimir Dobrofiejew  – kapitan rzecznego parowca
- Lew Iwanow – więzień w berecie
- Wasilij Bokariew – funkcjonariusz NKWD
- Wiaczesław Nowikow – Mitia
- Mark Bernes – epizod

i inni.